# Železný vrch (Rybník nad Radbuzou)
Der Železný vrch (deutsch Eisenberg) ist ein Gipfel des mittleren Oberpfälzer Waldes.
Er befindet sich im Okres Domažlice etwa 2 km nordwestlich von Rybník nad Radbuzou (deutsch: Waier), 2 km südwestlich von Mostek (deutsch: Schwanenbrückl), 1,8 km nordöstlich von Waldhäuser, 1,8 km östlich von Bügellohe.
Johannesbächlein und Radbuza bilden bei Mostek einen spitzen Winkel, in dem sich der Eisenberg erhebt.
Sein Gipfel liegt etwa 800 m südlich vom Johannesbächlein und 1,5 km westlich der Radbuza.
Am Westhang des Eisenberges entspringt einer der Quellbäche des Johannesbächleins.
Eisenberg und Großer Fels (Velká skála) bilden zusammen den Bernsteiner Rücken (Medvědí hory), der sich in Nord-Süd-Richtung entlang der deutsch-tschechischen Grenze erstreckt.
Dieses Gebirgsmassiv kann man im Süden über einen 600 m hohen Pass überwinden, wenn man von Schwarzach nach Rybnik geht oder mit dem Fahrrad fährt.
Die gute, asphaltierte Straße von Schwarzach nach Rybnik ist für den Autoverkehr gesperrt.
Ein weiterer 810 m hoher Pass befindet sich im Norden zwischen Glöckelberg (Malý Zvon) und Eisenberg.

## Belege
1. ↑  https://geoportal.bayern.de/bayernatlas/index.html?bgLayer=tk&zoom=9&lang=de&topic=ba&layers=e528a2a8-44e7-46e9-9069-1a8295b113b5&layers_visibility=false&E=4547736.73&N=5488599.70&catalogNodes=122
2. ↑  https://mapire.eu/de/map/thirdsurvey75000/?layers=osm%2C43&bbox=1404074.9508565357%2C6363686.119477365%2C1418597.9862307194%2C6367507.970891625
3. ↑  Josef Bernklau: Die Bodengestalt. In: Franz Liebl, Heimatkreis Bischofteinitz (Hrsg.): Unser Heimatkreis Bischofteinitz. Brönner & Daentler KG, Eichstätt 1967, S. 10.
4. ↑  https://geoportal.bayern.de/bayernatlas/index.html?bgLayer=tk&zoom=9&lang=de&topic=ba&layers=e528a2a8-44e7-46e9-9069-1a8295b113b5&layers_visibility=false&E=4547437.12&N=5487048.80&catalogNodes=122